# 톨파
톨파(Tolfa)는 이탈리아 라치오주 로마현에 위치해 있는 코무네이다.

## 역사
비테르보(Viterbo) 궤도에 있는 중세 도시로, 교황령에 속해 처음에는 카포치 가문(Capocci family)에게 부여되었고, 그 다음에는 그 공동체를 성벽으로 둘러싸고 있던 로마 귀족 루도비코(Ludovico)와 피에트로 프랜지파니(Pietro Frangipani)에게 부여되었다. 톨파는 1461년 그곳에서 명반의 원천인 대규모 명반 매장지를 발견한 후 돌연 중요해졌으며, 그 결과 프랜지파니와 몇 차례 대결한 후 카메라 사도가 직접 통제권을 갖게 되었다. 명반은 중세 후기와 근대 초기 이탈리아 경제의 중심이었던 섬유 산업에 필수적인 매염제였다. 이전에는 명반의 유일한 공급은 오스만 투르크가 통제하는 공급원으로부터 베니스를 통해 수입되어 큰 이익을 얻었다. 갑자기 명반의 독점권이 톨파를 통제하는 교황권으로 옮겨갔다. 교황 비오 2세는 그의 승리에 의기양양해진 이교도 투르크가 기독교계를 집어삼키겠다고 위협함에 따라 이 독점으로 인한 수입은 기독교 공표에 바쳐져야 한다고 명시적으로 생각하면서 그 분배를 메디치 가문의 손에만 맡겼다. 나중에 톨파의 명반 추출 독점권은 교황의 선물로 아고스티노 치기(Agostino Chigi)에게 전달되었다.
1530년에 교황 클레멘스 7세는 중세 시대의 성벽을 넘어 톨파에 코무네의 지위를 부여했다. 나중에 톨파는 명반 추출로 계속 지원을 받았다. 광산 근처에 노동자 마을인 알미에르(Allumiere)가 세워졌다. 1826년에 자치 코무네가 되었다.

## 자매 도시
- 아일랜드 딩글
- 몰타 Għajnsielem
- 스페인 살로브레냐